# Egira californica
Egira californica là một loài bướm đêm trong họ Noctuidae.